# Чили на летних Олимпийских играх 1968
Команда Чили принимала участие в Летних Олимпийских играх 1968 года в Мехико (Мексика) в десятый раз за свою историю, но не завоевала ни одной медали.

## Состав сборной
21 спортсмен: 19 мужчин и 2 женщины — соревновались в 4 видах спорта:
- бокс
- конный спорт
- лёгкая атлетика
- стрельба.

## Результаты
Лучшими результатами сборной стали 6 место команды конников в выездке и 6 место Николаса Атала в стрельбе (скит).

### Конный спорт
Выездка. Командное первенство
Участвовали всего 8 команд, 24 всадника. 
| Место команды | Страна | Личный результат  | Личный результат | Личный результат | Всего |
| Место команды | Страна | Наездник          | Конь             | Очки             | Всего |
| ------------- | ------ | ----------------- | ---------------- | ---------------- | ----- |
| 6             | Чили   | Гильермо Скелла   | Кольчаги́но       | 693              | 2015  |
| 6             | Чили   | Антонио Пираино   | Циклон           | 672              | 2015  |
| 6             | Чили   | Патрисио Эскудеро | Прете            | 650              | 2015  |

### Стрельба
Скит
Николас Атала  6	
Хорхе Хоттар  7